# Szokatlan számok
A számelmélet területén a szokatlan számok (unusual numbers) olyan n természetes számok, melyek legnagyobb prímtényezője nagyobb mint {\displaystyle {\sqrt {n}}} (A064052 sorozat az OEIS-ben). Az összes prímszám szokatlan szám.
Egy k-sima szám összes prímtényezője kisebb vagy egyenlő k-nál, ezért egy szokatlan szám nem-{\displaystyle {\sqrt {n}}}-sima, vagyis {\displaystyle {\sqrt {n}}}-durva.
Az első néhány szokatlan szám: 2, 3, 5, 6, 7, 10, 11, 13, 14, 15, 17, 19, 20, 21, 22, 23, 26, 28, 29, 31, 33, 34, 35, 37, 38, 39, 41, 42, 43, 44, 46, 47, 51, 52, 53, 55, 57, 58, 59, 61, 62, 65, 66, 67...
Az első néhány nem prím szokatlan szám: 6, 10, 14, 15, 20, 21, 22, 26, 28, 33, 34, 35, 38, 39, 42, 44, 46, 51, 52, 55, 57, 58, 62, 65, 66, 68, 69, 74, 76, 77, 78, 82, 85, 86, 87, 88, 91, 92, 93, 94, 95, 99, 102...

## Gyakoriságuk
Bármely p prímszámot tekintve p²-nél kisebb többszörösei – p, ... (p-1)p – szokatlan számok, melyek sűrűsége a (p,p²) intervallumban tehát éppen 1/p.
Ha az n-nél kisebb vagy egyenlő szokatlan számok számot u(n)-nel jelöljük, akkor u(n) a következőképp viselkedik:
| n      | u(n)  | u(n) / n |
| 10     | 6     | 0,6      |
| 100    | 67    | 0,67     |
| 1000   | 715   | 0,715    |
| 10000  | 7319  | 0,7319   |
| 100000 | 70128 | 0,70128  |

Richard Schroeppel 1972-es megfigyelése szerint annak az aszimptotikus valószínűsége, hogy egy véletlenszerűen kiválasztott természetes szám szokatlan, ln(2). Vagyis::
{\displaystyle \lim _{n\rightarrow \infty }{\frac {u(n)}{n}}=\ln(2)=0,693147\dots \,.}

## Szokásos számok
A szokatlan számok végső soron nem is annyira „szokatlanok” (értsd: ritkák). A nem szokatlan természetes számokat nevezhetjük szokásos számoknak. Az első néhány szokásos szám: 8, 12, 16, 18, 24, 27, 30, ... (A063539 sorozat az OEIS-ben)